# Ernie Kovacs: Between the Laughter
Pour plus de détails, voir Fiche technique et Distribution.
Ernie Kovacs: Between the Laughter est un téléfilm américain de Lamont Johnson, diffusé le 14 mai 1984 sur le réseau ABC.

## Fiche technique
- Titre original : Ernie Kovacs: Between the Laughter
- Réalisation : Lamont Johnson
- Scénario : April Smith
- Décors : Jack De Shields
- Photographie : Rexford L. Metz
- Montage : Scott Conrad
- Musique : Ralph Burns
- Production : David Levinson
- Société(s) de production : ABC Circle Films
- Société(s) de distribution : ABC
- Pays d'origine : États-Unis
- Année : 1984
- Langue originale : anglais
- Format : couleur – 35 mm – 1,33:1 – mono
- Genre : drame, biographie
- Durée : 100 minutes
- Dates de sortie : 
  -  États-Unis : 14 mai 1984 sur ABC

## Distribution
- Jeff Goldblum : Ernie Kovacs
- Melody Anderson : Edie Adams
- Madolyn Smith Osborne : Dorothy Kovacs
- John Glover : Pierre Lafitte
- Cloris Leachman : Mary Kovacs
- Joseph Mascolo : Richards
- Jordan Charney : Harry Ascot
- Francis X. McCarthy : le juge
- Lois De Banzie : Mme Enke
- Murphy Dunne : Leon Lane
- Steven M. Porter : Rusty Valentine
- Edie Adams : Mae West
- Soleil Moon Frye : la deuxième Elizabeth Kovacs
- David Garrison : Dick Eisenback
- Bill Geisslinger : Daryl Pollack
- Mike Genovese : le premier détective
- Gary Grubbs : Nigel Edmunds
- Michael Higgins : William Spear

## Distinctions

### Nominations
- Primetime Emmy Awards 1984 :
  - "Outstanding Directing in a Limited Series or a Special" pour Lamont Johnson
  - "Outstanding Supporting Actress in a Limited Series or a Special" pour Cloris Leachman
  - "Outstanding Writing in a Limited Series or a Special" pour April Smith